# Bailliage de Fénétrange
Le bailliage de Fénétrange ou bailliage de Fénestrange est une ancienne entité administrative du duché puis de la province de Lorraine, qui a existé de 1751 à 1789.

## Histoire
La baronnie libre de Fénétrange était anciennement une des archi-maréchaussées de l'Empire. Elle fut d'abord à un seul seigneur, puis se divisa ensuite entre plusieurs (d'où sont venus les noms différents des seigneuries qui la compose).
Le bailliage était Rattaché au diocèse de Metz, on y suivait le droit écrit, quelques usages qui se sont introduits, quelques dispositions de la coutume de Lorraine et les ordonnances de Lorraine. 

Il se divisait en quatre principales seigneuries : Fénétrange, Bust, Lhor, Munster et Schalbach qui étaient dans la seigneurie commune. 

L'ancien bailliage de Fénétrange était composé d'officiers du Roi et du prince de Salm.
Par les conventions des 15 février 1766 et 26 octobre 1770 entre le Roi et le prince de Nassau-Sarrebruck, le Roi a cédé Berendorff, Bust et Volfskirch. En échange, le prince a donné entre autres Emsweiller et Roderborn, qui furent mis dans ce bailliage par lettres-patentes d'aout 1773.

## Géographie
Géographiquement, cette entité s'étendait de la petite-Pierre jusqu'au bailliage de Dieuze. La Sarre le traversait du Sud au Nord. Il y avait beaucoup d'étangs et de bois. Ainsi que quelques petits cantons de vignes. On y cultivait le grain (froment et avoine).

## Composition
Communautés qui étaient dans le bailliage de Fénétrange : 
- Fénétrange (avec la cense de Fontenoy, l'hermitage de Broudergarten et autres dépendances)
- Berthelming (et la cense de Theilling)
- Bettborn ou Bettpert
- Capelle ou Diane-Capelle
- Emsweiller et Roderborn
- Hautclocher (et la cense de Fudenhoff)
- Hilbischeim (et le moulin d'Erling)
- Langatte
- Lohr
- Loudrefing[N 1]
- Metting
- Mittersheim
- Munster
- Nidersteinselle (et le moulin de Hansulrick-muhl)
- Postroff
- Romelfing
- Schalbach
- Stenesel
- Wiebersweiller

## Sources
- M. Durival, Description de la Lorraine et du Barrois, Tome second, 1779.
- Henri Lepage, Le département de la Meurthe, première partie, 1843.